# Dicoria
Dicoria là một chi thực vật có hoa trong họ Cúc (Asteraceae).

## Loài
Chi Dicoria gồm các loài: